# Francisco de Bourbon, Conde de Saint-Pol
Francisco I de Bourbon-Vendôme (1491-1545), conde de de Saint-Pol e Chaumont, foi governador do Delfinado durante o reinado de Francisco I de França.

## Biografia
Era filho de Francisco de Bourbon, conde de Vendôme e de Maria de Luxemburgo, condessa de Saint-Pol. Foi cavaleiro armado na Batalha de Marignano, esteve presente no Cerco de Mézières em 1521, e também lutou na Batalha do Sesia (1524), inclusive foi feito prisioneiro na Batalha de Pavia. Ele recebeu em 1527 o governo do Delfinado. Como tal, manterá bases operativas para as campanhas francesas em Saboia e Piemonte, e assumiu o comando durante a guerra até a Paz de Cambrai (1529).

## Descendência
Casou-se em 1634 com a duquesa Adriana de Estouteville (1512-1560), com quem teve dois filhos:
- Francisco II, de Bourbon-Saint-Pol (1536-1546), conde de Saint-Pol;
- Maria II, de Bourbon-Saint-Pol (1539-1601), duquesa de Estouteville e condessa de Saint-Pol, casou-se em terceiras núpcias com Léonor de Orleães-Longueville.